# نفس بکش (سریال تلویزیونی)
نفس بکش (انگلیسی: Keep Breathing) یک مینی سریال آمریکایی در سبک بقا است که توسط مارتین گرو و برندان گال برای نتفلیکس ساخته شده‌است. این سریال شامل شش قسمت بود و در ۲۸ ژوئیه ۲۰۲۲ برای بار پخش شد.

## داستان
وقتی یک هواپیمای کوچک در وسط بیابان کانادا سقوط می‌کند، یک زن تنها باید برای زنده ماندن با عوامل و شانس مبارزه کند.

## بازیگران و شخصیت‌ها
- ملیسا باررا در نقش لیو، یک وکیل تیزبین که در وسط بیابان کانادا تصادف می‌کند.
- جف ویلبوش در نقش دنی، علاقه‌مندی دوباره و دوباره به لیو
- فلورنسیا لوزانو در نقش مادر لیو
- خوان پابلو اسپینوزا در نقش پدر لیو
- آستین استوول در نقش سم، کمک خلبانی که به لیو اجازه می‌دهد با آنها پرواز کند
- گتنش بره در نقش روث، همکار و دوست لیو، که در ابتدا او و دنی را با هم قرار ملاقات می‌گذارد.

### فیلمبرداری
فیلمبرداری در ۲۸ ژوئن ۲۰۲۱ در ونکوور آغاز شد و در ۲۰ سپتامبر ۲۰۲۱ به پایان رسید

## بازخوردها و انتقاد
وب‌سایت جمع‌آوری نقد راتن تومیتوز، بر اساس ۱۸ بررسی منتقد، ۵۶٪ امتیاز تأیید با میانگین امتیاز ۵٫۶۰/۱۰ را گزارش کرده‌است.